# Hahnia sanjuanensis
Hahnia sanjuanensis là một loài nhện trong họ Hahniidae.
Loài này thuộc chi Hahnia. Hahnia sanjuanensis được H. Exline miêu tả năm 1938.